# Jorge Montt
Jorge Montt Álvarez (Casablanca, 26 de abril de 1845 — Santiago, 9 de outubro de 1922) foi um militar e político chileno, presidente de seu país.
Ingressou na escola naval em 1858 alistando-se na marinha três anos depois. Fez parte do combate de Papudo (1865) contra a Espanha, quando foi capturada a corveta "Covadonga".
Comandou a corveta "Esmeralda" em 1877, e no início da guerra do pacífico se incorporou às missões realizadas pela marinha na norte. Participou do combate naval de Angamos em 8 de outubro de 1879, na captura de Pisagua (1879) e dirigiu o bloqueio de Callao (1880). Em 1891, era capitão-de-navio.
Os congressistas juntaram-se ao capitão conforme se aproximava a guerra civil de 1891, ocasião em que Álvarez tomou o controle da esquadra e liderou o movimento contra o então presidente José Manuel Balmaceda.
Foi nomeado presidente da junta de governo de Iquique e tomou o controle de Santiago pouco antes do suicídio de Balmaceda. Terminada a guerra civil ele tornou pública a sua intenção de liderar o grupo vencedor.